# Джовані Росо
Джовані Росо (хорв. Đovani Roso, нар. 17 листопада 1972, Спліт) — хорватський футболіст італійського походження, що грав на позиції півзахисника. Відомий за виступами в низці хорватських та ізраїльських клубів, а також у складі національної збірної Хорватії. Чотириразовий чемпіон Ізраїлю, володар Кубка Ізраїлю.

## Клубна кар'єра
Джовані Росо народився 1972 року в місті Спліт у сім'ї італійців. Розпочав займатися футболом у школі місцевого клубу «Хайдук». У дорослому футболі дебютував 1992 року виступами за команду «Задар», в якій провів один сезон, взявши участь у 30 матчах чемпіонату. У 1993 році Росо став гравцем клубу «Загреб», у складі якого грав до 1996 року, та став у складі «Загреба» гравцем основного складу команди.
У 1996 році Джовані Росо отримав запрошення від ізраїльського клубу «Хапоель» (Беер-Шева), у складі якого провів один сезон, та став у складі команди володарем Кубка Ізраїлю. У 1997 році футболіст перейшов до складу клубу «Хапоель» (Хайфа), у складі якого за підсумками сезону 1998—1999 років став чемпіоном Ізраїлю та визнаний кращим футболістом Ізраїлю. У сезоні 2000—2001 років хорватський півзахисник грав у складі клубу «Бейтар» (Єрусалим).
У 2001 році Джовані Росо уклав контракт з клубом «Маккабі» (Хайфа). У складі команди футболіст грав протягом 5 років, протягом яких ще 3 рази ставав чемпіоном Ізраїлю, став також володарем Кубка Тото. У сезоні 2001—2002 років Росо вдруге визнаний кращим футболістом Ізраїлю.
У 2005 році Джовані Росо перейшов до складу клубу «Маккабі» (Тель-Авів), а в 2007 році повернувся до складу «Маккабі» з Хайфи. У 2008 році став гравцем сплітського "Хайдука, проте ще до закінчення сезону 2008—2009 років завершив виступи на футбольних полях. після завершення виступів на футбольних полях повернувся до Ізраїлю, де отримав громадянство країни, після чого працював журналістом на низці ізраїльських телеканалів.

## Виступи за збірну
У 2002 році Джовані Росо уперше отримав запрошення до складу національної збірної Хорватії. У складі збірної був учасником чемпіонату Європи 2004 року у Португалії. у складі збірної грав до 2004 року, загалом протягом кар'єри в національній команді, провів у її формі 19 матчів, забивши 1 гол.

## Титули і досягнення
- Володар Кубка Ізраїлю (1):

«Хапоель» (Беер-Шева): 1996–1997
- Чемпіон Ізраїлю (4):

«Хапоель» (Хайфа): 1997–1998
«Маккабі» (Хайфа): 2001–2002, 2003–2004, 2004–2005
- Володар Кубка Тото (1):

«Маккабі» (Хайфа): 2001–2002
- Найкращий футболіст Ізраїлю: 1999, 2002